# Fjellfoten
Fjellfoten is een plaats in de Noorse gemeente Nes, fylke Akershus. Fjellfoten telt 1029 inwoners (2007) en heeft een oppervlakte van 0,64 km².